# Pascal Tayot
Pascal Tayot (Gennevilliers, 15 de mayo de 1965) es un deportista francés que compitió en judo.
Participó en los Juegos Olímpicos de Barcelona 1992, obteniendo una medalla de plata en la categoría de –86 kg. Ganó tres medallas en el Campeonato Europeo de Judo entre los años 1988 y 1993.

## Palmarés internacional
| Juegos Olímpicos   | Juegos Olímpicos   | Juegos Olímpicos  | Juegos Olímpicos |
| Año                | Lugar              | Medalla           | Categoría        |
| ------------------ | ------------------ | ----------------- | ---------------- |
| 1992               | Barcelona (España) | Medalla de plata  | –86 kg           |
| Campeonato Europeo |                    |                   |                  |
| Año                | Lugar              | Medalla           | Categoría        |
| 1988               | Pamplona (España)  | Medalla de bronce | –78 kg           |
| 1992               | París (Francia)    | Medalla de oro    | –86 kg           |
| 1993               | Atenas (Grecia)    | Medalla de oro    | –86 kg           |